# Мумі-тролі на Рів'єрі
«Мумі-тролі на Рів'єрі» (фін. Muumit Rivieralla) — фінсько-французький мальовано-анімаційний комедійний фільм, знятий Ксав'є Пікардом за комік-стрічкою «Мумі-тролі» Туве і Ларса Янссонів. Світова прем'єра стрічки відбулась 11 жовтня 2015 року на Лондонському міжнародному кінофестивалі.

## Голосовий акторський склад
- Марія Сід — Мумі-мама
- Беата Харью — Майбл

## Випуск
У Фінляндії фільм вийшов 10 жовтня 2014 року на 100-річчя з дня народження Туве Янссон. Світова прем'єра стрічки відбулась 11 жовтня 2014 року на Лондонському міжнародному кінофестивалі, а в британський широкий прокат вона вийшла 22 травня 2015 року.

## Визнання
| Нагороди та номінації фільму «Мумі-тролі на Рів'єрі» | Нагороди та номінації фільму «Мумі-тролі на Рів'єрі» | Нагороди та номінації фільму «Мумі-тролі на Рів'єрі» | Нагороди та номінації фільму «Мумі-тролі на Рів'єрі» | Нагороди та номінації фільму «Мумі-тролі на Рів'єрі» | Нагороди та номінації фільму «Мумі-тролі на Рів'єрі» |
| Рік                                                  | Кінопремія / Кінофестиваль                           | Категорія / Нагорода                                 | Номінант                                             | Результат                                            |                                                      |
| ---------------------------------------------------- | ---------------------------------------------------- | ---------------------------------------------------- | ---------------------------------------------------- | ---------------------------------------------------- | ---------------------------------------------------- |
| 2015                                                 | Шанхайський міжнародний кінофестиваль                | «Золотий кубок» за найкращий анімаційний фільм       | «Мумі-тролі на Рів'єрі»                              | Номінація                                            |                                                      |